# Traquet montagnard
Myrmecocichla monticola
Espèce
Statut de conservation UICN

 LC  : Préoccupation mineure
Le Traquet montagnard (Myrmecocichla monticola, anciennement Oenanthe monticola) est une espèce d'oiseaux appartenant à la famille des Muscicapidae.

## Taxonomie
S'appuyant sur diverses études phylogéniques, le Congrès ornithologique international (classification version 4.1, 2014) déplace cette espèce, alors placée dans le genre Oenanthe, dans le genre Myrmecocichla.

### Sous-espèces
D'après la classification de référence (version 5.2, 2015) du Congrès ornithologique international, cette espèce est constituée des quatre sous-espèces suivantes (ordre phylogénique) :
- Myrmecocichla monticola albipileata  (Bocage, 1867) ;
- Myrmecocichla monticola nigricauda  (Traylor, 1961) ;
- Myrmecocichla monticola atmorii  (Tristram, 1869) ;
- Myrmecocichla monticola monticola  (Vieillot, 1818).